# Pumiliopsis plautus
Pumiliopsis plautus is een eenoogkreeftjessoort uit de familie van de Bomolochidae. De wetenschappelijke naam van de soort is voor het eerst geldig gepubliceerd in 1973 door Cressey & Boyle.